# نیکوشور ادشانو
نیکوشور ادشانو (انگلیسی: Nicușor Eșanu؛ زادهٔ ۱۲ december ۱۹۵۴ (۷۰ سال)) ورزشکار اهل رومانی است.
وی در مسابقات کشوری و بین‌المللی در مجموع برندهٔ ۱ مدال طلا، ۴ مدال نقره، ۲ مدال برنز شده‌است.